# 1998 في قطر
فيما يلي قوائم الأحداث التي وقعت خلال عام 1998 في قطر.

## رياضة
- 1 يناير – بطولة العالم للاسكواش للرجال 1998 الفائز Jonathon Power [الإنجليزية]‏.

## موسيقى

### ألبومات
من الألبومات التي صدرت هذه السنة في قطر:
- 1 يناير – أنا وليلى من غناء كاظم الساهر.

## مواليد

### يناير
- 12 يناير – فهد أحمد شيخ لاعب كرة قدم قطري.
- 24 يناير – محمد ربيع صقر

### مارس
- 3 مارس – عيسى قادري
- 7 مارس – محمد فتحي العلمي

### أبريل
- 2 أبريل – حسن أحمد بالانجي لاعب كرة قدم قطري.[1]

### مايو
- 4 مايو – راشد مبخوت